# Глушковський район
Глушковський райо́н — адміністративно-територіальна одиниця і муніципальне утворення на заході Курської області Росії.
Адміністративний центр — селище Глушкове.

## Географія
Глушківський район розташований у південно-західній частині Курської області, на півночі межує з Рильським районом, на сході — з Кореневським, на півдні й заході — з Україною. Територія району становить 850 кв. кілометрів. Довжина району з півночі на південь 22 км, зі сходу на захід 40 км.
Річки: Сейм, Відьма, Волфа.
У Глушковському районі 53 населених пункти, з яких два міського типу і 51 населений пункт сільського типу.

## Історія
Територія Глушковського району розташована на землях Сумського полку Слобідської України, зокрема на території Каризької сотні, ліквідованої ще 1722 року.

## Економіка
Головною складовою економічної та соціальної стабільності Глушківського району є виробництво сільськогосподарської продукції. В агропромисловому комплексі налічується 14 сільгосппідприємств та 8 селянських господарств.
Основні підприємства:
- Спиртзавод (Тьоткіно)
- Цукровий завод (Тьоткіно)
- Глушковський хлібокомбінат
- Комбікормовий завод
- Завод з виробництва асфальту (Глушкове)

## Населення
| 2002    | 2004    | 2007    | 2009    | 2010    | 2011    | 2012    | 2013    | 2014    |
| ------- | ------- | ------- | ------- | ------- | ------- | ------- | ------- | ------- |
| 28 147  | ↘27 300 | ↘24 537 | ↘23 794 | ↘22 661 | ↘22 528 | ↘21 761 | ↘21 269 | ↘20 751 |
| 2015    | 2016    | 2017    | 2018    | 2019    | 2020    | 2021    |         |         |
| ↘20 280 | ↘19 845 | ↘19 503 | ↘19 139 | ↘18 601 | ↘18 292 | ↗20 024 |         |         |

### Урбанізація
Міське населення (селища Глушкове та Тьоткіно) становить 43,13 % від населення району.